# Ледовська Тетяна Михайлівна
Тетяна Михайлівна Ледовська (рос. Татья́на Миха́йловна Ледо́вская; нар. 21 травня 1966, Щокіно Тульська область, Російська РФСР) — радянська та білоруська легкоатлетка, що спеціалізується на спринті та бігу з бар'єрами, олімпійська чемпіонка та срібна призерка Олімпійських ігор 1988 року, дворазова чемпіонка світу, чемпіонка Європи.

## Кар'єра
| Рік                           | Змагання                     | Місто                | Місце            | Дисципліна             | Примітки         |
| Представник СРСР              | Представник СРСР             | Представник СРСР     | Представник СРСР | Представник СРСР       | Представник СРСР |
| ----------------------------- | ---------------------------- | -------------------- | ---------------- | ---------------------- | ---------------- |
| 1988                          | Олімпійські ігри             | Сеул, Південна Корея | 2                | 400 метрів з бар'єрами | 53.18            |
| 1988                          | Олімпійські ігри             | Сеул, Південна Корея | 1                | естафета 4×400 метрів  | 3:15.17          |
| 1990                          | Чемпіонат Європи             | Спліт, Югославія     | 1                | 400 метрів з бар'єрами | 53.62            |
| 1990                          | Чемпіонат Європи             | Спліт, Югославія     | 2                | естафета 4×400 метрів  | 3:23.34          |
| 1991                          | Чемпіонат світу              | Токіо, Японія        | 1                | 400 метрів з бар'єрами | 53.11            |
| 1991                          | Чемпіонат світу              | Токіо, Японія        | 1                | естафета 4×400 метрів  | 3:18.43          |
| Представник Об'єднана команда |                              |                      |                  |                        |                  |
| 1992                          | Олімпійські ігри             | Барселона, Іспанія   | 4                | 400 метрів з бар'єрами | 54.31            |
| Представник Білорусь          |                              |                      |                  |                        |                  |
| 1993                          | Чемпіонат світу в приміщенні | Торонто, Канада      | 3 (забіги)       | біг на 400 метрів      | 53.24            |
| 1993                          | Чемпіонат світу              | Штутгарт, Німеччина  | 3 (півфінал)     | 400 метрів з бар'єрами | 54.60            |
| 1995                          | Чемпіонат світу              | Гетеборг, Швеція     | —                | 400 метрів з бар'єрами | DSQ              |
| 1996                          | Олімпійські ігри             | Атланта, США         | 7 (півфінал)     | 400 метрів з бар'єрами | 54.99            |
| 1997                          | Чемпіонат світу              | Афіни, Греція        | 5 (забіги)       | 400 метрів з бар'єрами | 56.88            |